# Перескоки (Брянська область)
Перескоки (рос. Перескоки) — присілок у Брасовському районі Брянської області Росії. Входить до складу муніципального утворення Глодневське сільське поселення.
Населення — 62 особи.
Розташоване за 4 км на північ від села Глоднево.

## Історія
Згадується з першої половини XVII століття в складі Глодневського стану Комарицької волості. До 1778 року в Севському повіті, у 1778—1782 рр. в Луганському повіті. З 1782 по 1928 рр. — в Дмитрівському повіті Орловської губернії (з 1861 — у складі Глодневської волості).
У XIX столітті — володіння Кушелєва-Безбородька. Належав до парафії села Глоднево. У 1895 році була відкрита церковно-парафіяльна школа.
З 1929 року — в Брасовському районі.

## Населення
За найновішими даними, населення — 62 особи (2013).
У минулому чисельність мешканців була такою:
| Роки      | 1858 | 1866 | 1878 | 1893 | 1923 | 1979 | 1989 | 2002 | 2010 |
| --------- | ---- | ---- | ---- | ---- | ---- | ---- | ---- | ---- | ---- |
| Населення | 474  | 510  | 617  | 847  | 1217 | 374  | 203  | 134  | 76   |